# Ясен звичайний (пам'ятка природи, Рожищенський район)
Я́сен звича́йний — ботанічна пам'ятка природи місцевого значення в Україні. Розташована на території Рожищенського району Волинської області, у місті Рожище. 
Площа — 0,01 га. Статус надано згідно з розпорядженням Волинської обласної ради депутатів трудящих від 27.12.1972 року № 563. Перебуває у віданні: Рожищенське УЖКГ. 
Статус надано для збереження одиного дерева ясена звичайного (Fraxinus excelsior) віком 245 років, діаметром стовбура 1,3 м. 